# Juan Pujol (Corrientes)
Juan Pujol es una localidad y municipio argentino, situada en el departamento Monte Caseros, provincia de Corrientes. Está ubicada en la 4.ª sección del departamento de Monte Caseros, distante a 404 kilómetros de la capital de la provincia. Nació siendo un centro agrícola ganadero, que embarcó en el ferrocarril en sus comienzos lana, lino, maní y tartago.
Pasó a ser municipio a partir de 1993. Desde entonces no para de crecer, es uno de los pueblos de la provincia de Corrientes que más progresó en esta última década.
El 13 de mayo es el día de la Patrona "Nuestra Señora de Fátima". Fue cobrando fuerza y creciendo a partir de la inauguración de la estación del ferrocarril, que primeramente se llamó El Naranjito.
Por resolución del Ministerio de Obras Públicas de la Nación del 28 de octubre de 1918, se le atribuyó el nombre de Juan Pujol, en homenaje al talentoso saladeño, quien gobernó Corrientes desde 1852 a 1859, es decir tres períodos consecutivos.

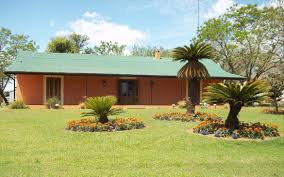
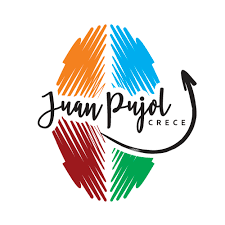

## Población
Cuenta con 1 349 habitantes (Indec, 2010), lo que representa un incremento del 60,2% frente a los 842 habitantes (Indec, 2001) del censo anterior.
| Gráfica de evolución demográfica de Juan Pujol entre 1991 y 2010 |
|                                                                  |
| Fuente: Censos nacionales del INDEC                              |

## Toponimia
Recibe su nombre de la estación del ferrocarril emplazada en el lugar, la cual pasó a llamarse "Juan Pujol" desde el 28 de octubre de 1918, en memoria del exgobernador correntino Juan Gregorio Pujol. Posteriormente, esta denominación se hizo extensiva a todo el territorio.